# El Oueldja
El Oueldja è un comune dell'Algeria, situato nella provincia di Khenchela.